# Odorín
Odorín és un poble i municipi d'Eslovàquia. Es troba a la regió de Košice, a l'est del país. La primera referència escrita de la vila data del 1263.

## Demografia
| Godina             | 1994 | 2004   | 2014   | 2024   |
| ------------------ | ---- | ------ | ------ | ------ |
| Nombre de persones | 841  | 892    | 952    | 1013   |
| Diferència         |      | +6,06% | +6,72% | +6,40% |

| Godina             | 2023 | 2024   |
| ------------------ | ---- | ------ |
| Nombre de persones | 1016 | 1013   |
| Diferència         |      | −0,29% |